# 卡累利阿苏维埃社会主义自治共和国
卡累利阿苏维埃社会主义自治共和国（羅馬化：Karelskaya Avtonomnaya Sovetskaya Sotsialisticheskaya Respublika，羅馬化：Karelskaya ASSR），苏联俄罗斯苏维埃联邦社会主义共和国的一个自治共和国，首都位于彼得罗扎沃茨克。
1923年，卡累利阿苏维埃社会主义自治共和国设立，为俄罗斯的自治共和国。苏联大清洗期间，数千人在该地桑达莫赫被处决。
1940年，为配合苏联吞并芬兰的企图，该自治共和国脱离俄罗斯联邦并和傀儡政权芬兰民主共和国合并，升格为苏联直辖加盟共和国，称为卡累利阿-芬兰苏维埃社会主义共和国。1956年，由于吞并芬兰的企图未能实现，改回原名并降格为苏俄下辖的自治共和国。
苏联解体后，于1991年，改为卡累利阿共和国，为俄罗斯联邦主体之一。